# عصر أباد
عصر أباد هي قرية في مقاطعة مشكين شهر، إيران. عدد سكان هذه القرية هو 570 في سنة 2006.